# Bat (déesse)
Pour les articles homonymes, voir Bat.
Bat est une déesse de la mythologie égyptienne du VIIe nome, assimilée, sur la palette de Narmer, à Hathor. Son emblème figure un visage féminin de face, parfois double, affublé d'oreilles de vache et surmonté par deux cornes stylisées.
C'est une déesse-vache d'époque prédynastique, antérieure à Hathor qui lui succéda progressivement à partir de la IVe dynastie (Ancien Empire), dont le nom peut être traduit par esprit féminin ou puissance féminine. Son nome était aussi appelé Nome de la Bat, au sud d'Abydos. Les sistres utilisés lors de son culte servaient à apaiser Sekhmet, la déesse lionne, pour qu'elle devienne Bastet,,.

## Culte
Le culte de Bat remonte aux premiers temps de l'Égypte archaïque, puisqu'on la trouve représentée sur certaines palettes à fard de la culture de Nagada II, antérieure donc à l'unification du pays. Il s'agit probablement au départ d'une divinité d'origine pastorale. Elle était principalement vénérée à Seshesh, également connue sous le nom de Diospolis Parva.